# Pittsfield (Massachusetts)
Pittsfield es una ciudad ubicada en el condado de Berkshire en el estado estadounidense de Massachusetts. En el censo de 2010 tenía una población de 44.737 habitantes y una densidad poblacional de 406,76 personas por km².

## Geografía
Pittsfield se encuentra ubicada en las coordenadas 42°27′7″N 73°15′38″O / 42.45194, -73.26056. Según la Oficina del Censo de los Estados Unidos, Pittsfield tiene una superficie total de 109,98 km², de la cual 104,81 km² corresponden a tierra firme y (4,7%) 5,17 km² es agua.

## Demografía
Según el censo de 2010, había 44.737 personas residiendo en Pittsfield. La densidad de población era de 406,76 hab./km². De los 44.737 habitantes, Pittsfield estaba compuesto por el 88,33% blancos, el 5,3% eran afroamericanos, el 0,2% eran amerindios, el 1,23% eran asiáticos, el 0,02% eran isleños del Pacífico, el 1,95% eran de otras razas y el 2,98% pertenecían a dos o más razas. Del total de la población el 4,97% eran hispanos o latinos de cualquier raza.